# Phlebopenes viridis
Phlebopenes viridis är en stekelart som först beskrevs av John Obadiah Westwood 1835.  Phlebopenes viridis ingår i släktet Phlebopenes och familjen hoppglanssteklar. Inga underarter finns listade i Catalogue of Life.